# Schloss Matschdorf
Schloss Matschdorf ist ein Schloss in Maczków im Powiat Słubicki der polnischen Woiwodschaft Lebus.

## Geschichte
Im Jahr 1540 wurden die von Kettwig durch den Johanniterorden mit dem Gut belehnt. Die von Kettwig blieben laut Quellenlage bis Anfang des 19. Jahrhunderts Besitzer. Zum Gut gehörten das Vorwerk Chausseekrug und die 1590 errichtete Papiermühle. Im Jahr 1801 gelangte das Gut an Senfft zu Pilsach, der aus süddeutschem Uradel stammte. Nach 50 Jahren ging der Besitz an die von Risselmann, später durch Erbe an die von Finckenstein.
Heute wird es als Hotel genutzt.

## Bauwerk
Der spätbarocke zweigeschossige, siebenachsige Ziegelbau stammt von Ende des 18. Jahrhunderts. Der Bau trägt ein Krüppelwalmdach. Im Erdgeschoss der Längsseiten ist eine leichte Bossierung zu erkennen. Putzlisenen bilden die vertikalen Gliederungselemente. Der Mittelteil des Schlosses ist repräsentativ gestaltet. Auf der Parkseite springt der Mittelrisalit stark hervor und trägt einen auf Rundbogenpfeilern stehenden polygonalen Altan. Der Garten hat einen waldartigen, von der Eilang durchflossenen Parkteil mit altem Baumbestand.